# Hug VI de Lusignan
Hug VI, dit el Dimoni (c. 1039/1043 – c. 1103/1110), fou senyor de Lusignan i comte de La Marca (com a Hug I). Era fill d'Hug V de Lusignan i d'Almodis de La Marca. Participà en la croada del 1101.

## Biografia
Segons diu al Chronicon sancti Maxentii Pictavensis, Hug tenia un germà bessó, anomenat Jordà. També diu el cronicó que quan Hug era encara un nen, abans de l'any 1044, el matrimoni dels seus pares fou annulat per motius de consanguinitat i la seva mare, Almodis, es tornà a casar l'any 1045, amb Ponç comte de Tolosa, que era vidu. La seva mare, fou després repudiada i es tornà a casar el 1053 amb Ramon Berenguer I el Vell, comte de Barcelona.
Heretà del seu pare el senyoriu de Lusignan, quan morí el 1060 en batalla contra Guillem VIII d'Aquitània, que li volia prendre les terres. Amplià els seus dominis amb les terres del monestir de Sant Maixent. Ha signat dos documents el 10 de març del 1069 reconeix el vassallatge del monestir i en renuncia a la violència. Això és degut al fet que, malgrat la seva pietat, Hug estigué força temps en conflicte amb els monjos de Sant Maixent. En nombroses ocasions les disputes esdevingueren tan violentes que el duc d'Aquitània, els bisbes de Poitiers i Saintes, i el papa Pasqual II van haver d'intervenir. D'aquests conflictes li vingué el sobrenom de «el dimoni».
El 1086 l'exèrcit de Castella havia estat destruït en la batalla amb els almoràvits. El germanastre d'Hug, Berenguer Ramon II, comte de Barcelona també estava amenaçat pels almoràvits. Hug VI i un altre germà uterí, Ramon IV de Tolosa anaren a donar suport militar el 1087 al comte de Barcelona.
Hug abraçà la creu per anar a defensar Terra Santa en la crida per la Primera Croada, però no marxà fins a la sortida de l'expedició de reforç del 1101, com a part de l'exèrcit comandat per Guillem IX d'Aquitània. Segons Albert d'Aquisgrà passà la Pasqua a Jerusalem. Morí en la batalla per la defensa de Ramla el 1102.

## Matrimoni i descendència
Es casà vers el 1065 amb Hildegarda de Borgonya o Hidegarda de Thouars, filla del vescomte Eimeric IV de Thouars. Tingué un fill i dues filles:
- Hug VII de Lusignan, dit El Bru (1065- † 1151)[7]
- Iolanda (1080 -† 1134)[8]
- Melisenda (1100- † ?)[9]